# Апертура (дизайн шрифта)

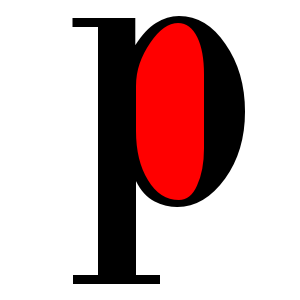
Внутрибуквенный просвет буквы «p» показана красным цветом

Внутрибуквенный просвет — область буквы, которая полностью или частично ограничена формой буквы или символа. Буквы латинского алфавита, содержащие закрытые внутрибуквенные просветы: A, B, D, O, P, Q, R, a, b, d, e, g, o, p и q. Кириллического: А, Б, В, Д, О, Р, Ф, Ъ, Ы, Ь, Ю, Я, а, б, в, д, е, о, р, ф, ъ, ы, ь, ю, я. Буквы, содержащие открытые внутрибуквенные просветы: c, f, h, i, s и т. д. Цифры 0, 4, 6, 8 и 9 также имеют внутрибуквенные просветы.
Апертура (отверстие) — пространство между внутрибуквенным просветом и внешним пространством символа.

## Открытые и закрытые апертуры
В разных шрифтах используются разные открытые или закрытые апертуры. Это конструктивное решение особенно важно для шрифтов без засечек, которые могут иметь очень широкие линии, что делает апертуры очень узкими.

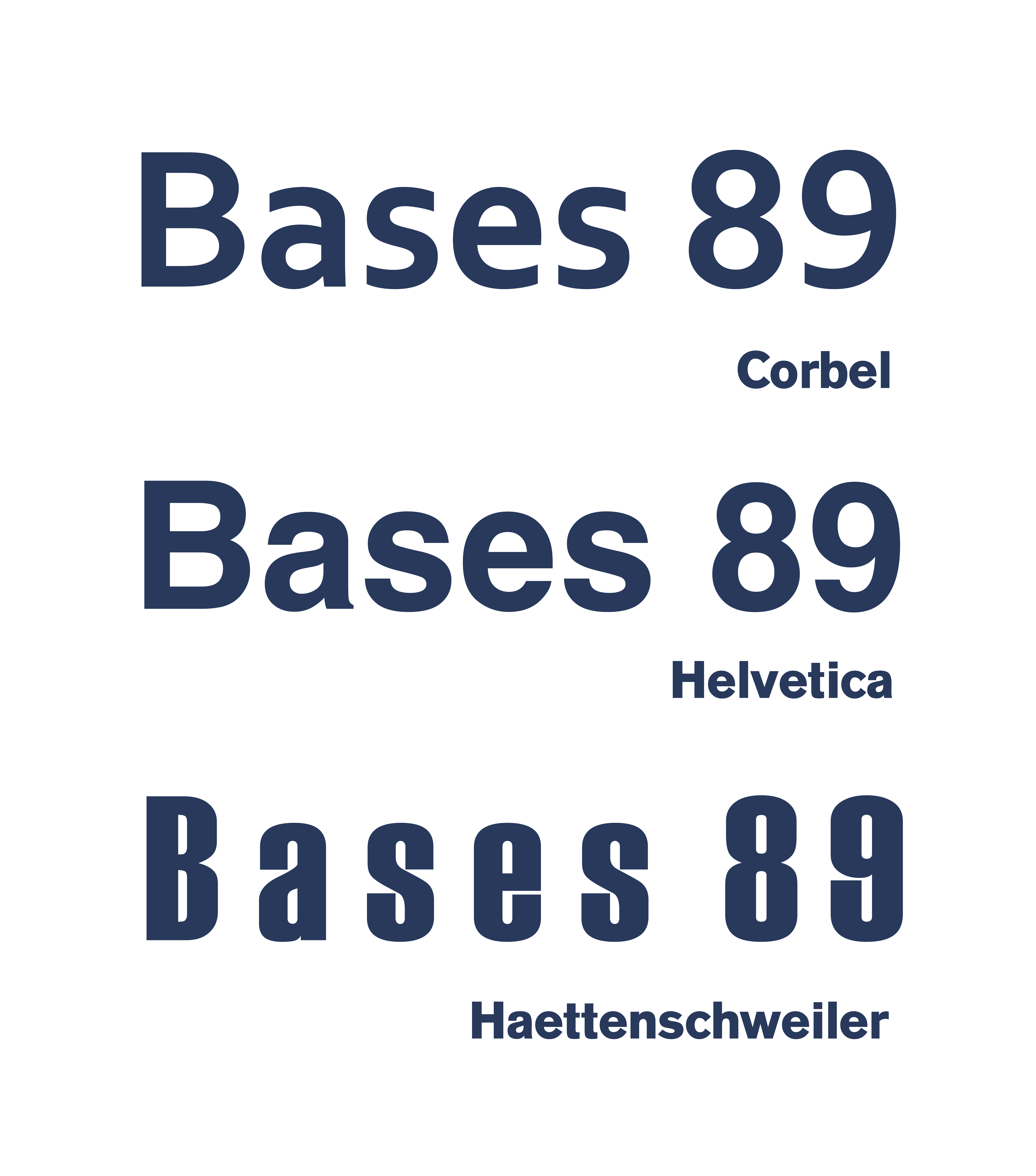
Три шрифта без засечек: Corbel с открытыми апертурами, Helvetica с закрытыми апертурами и Haettenschweiler, также с закрытыми. Обратите внимание, что цифры 8 и 9 в Haettenschweiler едва различимы

Шрифты, предназначенные для разборчивости текста, часто имеют очень большие открытые апертуры, широко отделённые друг от друга, чтобы уменьшить двусмысленность. Это может быть особенно важно в таких ситуациях, когда текст будет рассматриваться на расстоянии, в текстах, предназначенных для просмотра людьми с проблемами зрения, или для мелкого шрифта, особенно на бумаге низкого качества. Шрифты с открытыми апертурами, такие как Lucida Grande, Trebuchet MS, Corbel и Droid Sans, предназначены для использования на дисплеях с низким разрешением, а Frutiger, FF Meta и другие — для использования в печати.
Нео-гротескные шрифты без засечек, такие как Helvetica, используют открытые апертуры, очень близкие к закрытым, сближая концы линий. Это придаёт символам шрифта своеобразный, компактный внешний вид, но может привести к тому, что подобные формы букв трудно отличить одну от другой. Символы с закрытыми буквенными формами в таких шрифтах, как Impact и Haettenschweiler, делают символы вроде 8 и 9 почти неразличимыми при небольших размерах печати. Дизайнер Ник Шинн предположил, что причиной этой тенденции дизайна, подобной шрифтам Didone serif в девятнадцатом веке, возможно, было желание распределить давление печатного станка, уменьшая износ.